# Nemoura janeti
Nemoura janeti är en bäcksländeart som beskrevs av Wu, C.F. 1938. Nemoura janeti ingår i släktet Nemoura och familjen kryssbäcksländor. Inga underarter finns listade i Catalogue of Life.